# 게닛츠
게닛츠(일본어: ゲーニッツ, 독일어: Goenitz 괴니츠[*])는 더 킹 오브 파이터즈의 등장 인물이다.

## 행적
게닛츠는 오로치 일족을 실제로 총 지휘하는 장본인이다. 오로치 일족의 상위 8명인 오로치 팔걸집 중에서도 더 상위계층에 속하는 오로치 사천왕의 일원으로서 오로치 사천왕의 리더이다. 일찍이 청년 시절에 그는 루갈 번스타인에게 싸움을 걸어 루갈 번스타인의 한쪽 눈을 빼앗았지만 인간이 오로치의 힘을 사용하면 어떻게 되는지에 흥미를 느껴 일부러 오로치의 힘을 나눠주었다. 또한 카구라 치즈루의 언니인 카구라 마키를 살해, 오로치 사천왕의 봉인을 풀기도 했으며 오로치 팔걸집 중 가이델이 자신의 뜻에 따르지 않자 그의 딸 레오나가 지니고 있는 오로치의 피를 각성시켜 가이델과 그의 아내를 살해하게 만들었다.
오로치 사천왕은 각자의 속성을 가진 천재지변을 자유롭게 다룰 수 있는 능력을 지녔는데 게닛츠가 지닌 천재지변의 능력은 태풍이었다. 그는 바람을 자유자재로 구사하는 것이 가능하여 KOF96에서는 치즈루 카쿠라가 임대한 경기장을 통째로 날려버리기까지 했다.
게닛츠는 목사라는 직업을 가진 사람답게 '오로치의 신사'라 불릴 만큼 예의가 바르며 어떤 사람에게든 무조건 존칭을 사용했다. 그러나 일단 그가 분노하면 그 파급효과가 장난이 아니었다. 레오나를 폭주시켜 가이델을 살해하게 한 것, 루갈의 눈을 빼버린 것, 치즈루의 경기장을 통째로 날려버린 것 등은 게닛츠가 분노하면 어떤 상황에 직면하는지를 잘 보여주는 예시라 할 수 있다. 또한 굉장히 치밀한 성격을 지녀 가이델을 직접 살해하지 않고 레오나를 이용하여 살해하는 용의주도한 면모를 보이기도 했다.
게닛츠는 루갈 번스타인에게 오로치의 힘을 나누어준 뒤 매츄어와 바이스에게 루갈을 감시하라는 임무를 부가했으며, KOF96 개최전 쿠사나기 쿄를 기습하여 쿄를 쓰러뜨렸고 이는 쿄가 기존의 어둠쫓기를 버리고 새로운 기술인 황물기 콤보와 독물기 콤보를 연마하는 계기가 되었다.
치즈루가 개최한 KOF96 결승전 경기장을 통째로 날려버리고 KOF의 격투가들과 겨뤘는데 쿠사나기 쿄와 야가미 이오리의 합동공격에 패하고 만다. 완벽주의자인 게닛츠는 자신의 패배로 인하여 '하늘로 돌아갈 시간입니다'라는 말을 남기고 혀를 깨물면서 바람으로 자신의 몸을 찢어 자살한다.
흔히들 레오폴드 게닛츠가 풀네임으로 알려져 있으나,이는 사실이 아니다.

## 오로치 팔걸집
- 게닛츠
- 나나카세 야시로
- 쉘미
- 크리스
- 야마자키 류지
- 가이델
- 매츄어
- 바이스

## 기술
- 세상의 바람 - 버튼에 따라 떨어지는 위치가 다르며 게닛츠를 상대하는 캐릭터로서는 어디에 떨어질지 예측할 수 없기 때문에 심리적 압박을 당하게 된다. 실제로 게닛츠는 이 필살기 하나만 잘 사용해도 최강의 경지에 도달하게 된다.
- 빙하 - 순간 이동기 사라진 순간 동안 무적 그러나 다시 나타날땐 아니다.
- 만박 마멸
- 만박 상와
- 진 규화 청람 - SVC 카오스 전용 기술. 야가미 이오리의 127식 규화처럼 연속 입력으로 사용하는 기술이다.
- 암통곡 - 상대의 머리를 붙잡는다. 그리고 호쾌하게 외치는 "작별입니다."와 함께 회오리 바람으로 상대를 공격하는데 정신적인 데미지를 준다.원 대사는お別れです이다 데모그린으로는 와 카레데쓰이다. 대부분의 등장 게임에서는 사정 거리가 매우 길어서 위협적인 커맨드 잡기이며 데미지는 가득 찬 체력의 30~50% 상당으로 꽤 많이 내기 때문에 게닛츠를 잡기 캐릭터로서도 상당히 무서운 캐릭터로 만들어준 기술이다.
- 진 팔치녀 미즈치, 진 팔치녀 십조각 - 해당 기술과 비슷한 야가미 이오리의 금일천이백십일식 팔치녀는 그의 조상이 오로치일족과 손을 잡아 오로치의 힘을 얻으면서 취득한 기술이다. 이오리는 그 기술을 전수 받은 것이며, 이 기술의 원래 소유자는 게닛츠가 맞다고 할 수 있다. 또 하나 덧붙이자면 이오리의 팔치녀는 불의 속성을 지녔고, 게닛츠의 팔치녀는 바람의 속성을 지녔다.

이 기술의 대사는天罰です이다.
데모그린으로는(안들릴 수도 있지만.) 신밧드 데스이다
- 풍신의 숨결 - SVC 카오스 전용 기술.
- 식취 장세 - 거대한 회오리바람을 일으켜 상대를 그 바람에 빨아들이는 기술이다.

## 영화 더 킹 오브 파이터즈
영화 더 킹 오브 파이터즈에서  게닛츠는 얼굴은 등장하지 않고 루갈 번스타인의 눈을 뽑은 오른손만 등장한다.